# 中央情爆員
是一部2016年美國動作喜劇片，由勞森·馬修·托波執導並與艾克·拜瑞豪茲、大衛·斯塔森（David Stassen）編劇，凱文·哈特、巨石強森、艾美·萊恩、丹妮拉·妮可萊特和亞倫·保羅主演。故事敘述一個從小被霸凌的宅宅長大後成為了頂尖的CIA探員，回到家鄉參加高中同學會，並以協助調查的名義，尋求當年的「學校老大」協助辦案。
電影先於2016年6月11日洛杉磯福克斯戲院首映，2016年6月17日美國上映。

## 劇情
1996年，外號「金色噴射機」（The Golden Jet）的模範學生凱文·喬納在高中畢業演講時被羅比·威奇打斷，體態肥胖的書呆子威奇被崔佛·歐森一夥欺負，導致裸體的他被全校學生嘲笑、產生心靈創傷，唯有喬納及瑪姬產生同情。喬納將自己的夾克給威奇當成掩護，後者感謝並尷尬地逃走。
2016年，喬納及瑪姬結婚，從事法務會計師工作，但對自己的職業不滿意。瑪姬建議去看心理醫生，以挽救他們日益惡化的婚姻。在工作中，喬納在Facebook上收到一個名叫巴布·史東的好友請求，他邀請喬納在酒吧見面。喬納見到對方時，驚訝對方是已經變成肌肉發達、充滿魅力、身手矯健的羅比·威奇。史東請喬納調查一筆線上交易，喬納則發現一場價值數百萬美元的拍賣來自激進國家的競標者，最終競標定於次日結束。史東迴避喬納的問題，在沙發上過夜。
隔日早上，由帕梅拉·哈利斯探員率領的CIA探員們拜訪，尋找已經逃脫的史東。哈利斯聲稱史東是個危險的惡質探員，他謀殺了他的前搭檔菲爾·史丹頓，史東打算將衛星代碼出售給出價最高的人。不久之後，史東綁架了喬伊納，並解釋說自己正試圖阻止一名被稱為「黑獾」（Black Badger）的罪犯，黑獾殺死了菲爾，但他需要喬納的技能才能找到會面地點。在被賞金獵人襲擊後，喬納通知瑪姬一起去看心理醫生，但途中哈利斯要求喬納利用一枚裝置來通報史東的下落。喬納隨後到達與瑪姬會面，參加他們的婚姻諮詢會議，在那裡他發現史東冒充了醫生。
史東說服喬納幫助自己，後者安排兩人與歐森會面，事業成功的公司執行副總歐森有權限能追蹤拍賣的離岸帳戶，以便他們能夠獲得交易的位置。歐森原本作勢要向史東道歉，但隨後揭穿自己的謊言，再次嘲笑了史東。哈利斯致電喬納，利用瑪姬來威脅他通報史東的下落。喬納不情願地背叛了史東，中央情報局逮捕了他。哈利斯拷問史東，喬納幫助史東逃脫。喬納發現交易發生在波士頓地下停車場並幫助史東偷了一架飛機。史東獨自前去地下室見交易者，隨後喬納發現哈利斯就是黑獾而急著跑到地下室，但卻發現史東聲稱自己才是黑獾。史東朝喬納開槍，但子彈僅擦過他的脖子。原本被認為已死的史丹頓現身，揭露自己是黑獾，偽造了他的死亡。隨後一場戰鬥爆發，喬納帶著密碼逃跑，史東殺死了買家，史丹頓跟隨喬納並試圖說服他史東確實是黑獾。但喬納不信，反被史丹頓制伏；最後史東透過撕開他的喉嚨殺死了史丹頓。
喬納和史東及時參加了他們20歲的高中同學聚會。抵達後，喬納與瑪姬和解並承諾改善他們的婚姻。喬納透過駭進學校的投票系統，讓新舞會之王被宣佈為史東。歐森再次現身欺負史東，但史東這此不再隱忍而一拳打昏了對方。史東發表獲獎感言，在演講中他透露自己是怪人，提到克服障礙的重要並將喬納是最好的朋友。然後，他脫光了所有的衣服，以自己的方式重溫了自己的尷尬事件，但現在自己受到了歡迎。史東還遇到了在高中時暗戀的達拉，並開始與之共舞。
最後，瑪姬懷孕，喬納加入了中央情報局。作為他上班第一天的禮物，史東乘坐一輛新的雪佛蘭索羅德（模仿史東愛片《少女十五十六時》的最後一幕）抵達，並歸還了喬納在高中事件中留下的校隊夾克，這件夾克多年來被史東妥善保存。兩人上車，即將迎接情報局的工作日。

## 演員
- 凱文·哈特飾演凱文·喬納（Calvin Joyner）
- 巨石強森飾演巴布·史東／羅比·威奇（Bob Stone / Robbie Weirdicht）
  - 西昂·克萊皮（Sione Kelepi）飾演年輕的羅比·威奇
- 亞倫·保羅飾演菲爾·史丹頓（Phil Stanton）
- 艾美·萊恩飾演帕梅拉·哈利斯探員（Agent Pamela Harris）
- 丹妮拉·妮可萊特（英语：Danielle Nicolet）飾演瑪姬·喬納（Maggie Joyner）
- 提摩西·約翰·史密斯（英语：Timothy John Smith (actor)）飾演尼克·庫柏探員（Agent Nick Cooper）
- 梅根·帕克（英语：Megan Park）飾演酒吧女服務生
- 托马斯·克莱舒曼飾演買方
- 傑森·貝特曼飾演崔佛·歐森（Trevor Olson）
  - 迪倫·博亞克（Dylan Boyack）飾演年輕的崔佛·歐森
- 瑪莉莎·麥卡錫飾演達拉（Darla，未掛名）
- 庫梅爾·南賈尼飾演傑瑞德（Jared）
- 瑞安·漢森飾演布萊恩·格里夫斯（Brian Grieves）

## 拍攝
正式拍攝於2015年4月下旬在美國麻薩諸塞州的波士頓進行。2015年5月4日，在伯靈頓拍攝。2015年5月11日，移至米德爾頓進行。攝製直到2015年7月結束。

## 發行

### 評價
《中央情爆員》獲得了兩極的評價。爛番茄新鮮度71%，基於188條評論，平均分為5.8/10，Metacritic得分52，IMDB上得6.5分。

### 票房
在美國，電影於2016年6月17日與《海底總動員2：多莉去哪兒？》共同上映；在其首映週末，預計能從3508間戲院中獲得約3000萬左右的票房。美國首映週末票房為3450萬美元位居亞軍，排於冠軍《海底總動員2：多莉去哪兒？》（1.36億美元）之後。

## 類似電影
- 《騎士出任務》

## 外部連結
- 官方網站（页面存档备份，存于）
- 互联网电影数据库（IMDb）上《中央情爆員》的资料（英文）
- Box Office Mojo上《中央情爆員》的資料（英文）
- 爛番茄上《中央情爆員》的資料（英文）
- Metacritic上《中央情爆員》的資料（英文）
- AllMovie上《中央情爆員》的资料（英文）
- 開眼電影網上《中央情爆員》的資料（繁體中文）
- 豆瓣电影上《中央情爆員》的資料 （简体中文）
- 时光网上《中央情爆員》的資料（简体中文）